# (2474) Ruby
(2474) Ruby est un astéroïde de la ceinture principale.

## Nom
Cet astéroïde est nommé d'après le chien du découvreur.

## Description
(2474) Ruby est un astéroïde de la ceinture principale. Il fut découvert le 14 août 1979 à l'Observatoire Kleť par Zdeňka Vávrová. Il présente une orbite caractérisée par un demi-grand axe de 2,68 UA, une excentricité de 0,22 et une inclinaison de 7,5° par rapport à l'écliptique.

## Compléments